# Microphones Killarz
I Microphones Killarz sono stati un gruppo musicale hip hop italiano formato da Mecna (Corrado Grilli, nato il 26 marzo 1987), Lustro (Luigi Totaro, nato il 1º gennaio 1987) e Totò Nasty (Antonello DeNittis, nato il 22 giugno 1987) attivi tra il 2000 e il 2007.

## Storia del gruppo
Il gruppo nasce a Foggia nel 2000 grazie alla passione per l'hip hop che accomuna il trio e visto che i 3 si sono conosciuti a scuola. L'aiuto iniziale arriva, soprattutto per i software, da Justice della Tana delle Tigri. Sempre nello stesso anno viene pubblicato il demo autoprodotto Movimenti sismici realizzato sui beat di DJ Skin e successivamente diffusi a partire dalle crew di break dance foggiane Sisma Boyz e PLS.
I pareri discordanti sul lavoro spingono il trio a confrontarsi con le jam provinciali. Una serie di pezzi realizzati live tra jam ed esibizioni, viene raccolta in Rare&Unreleased 2002/2003 sempre autoprodotta. La partecipazione al festival nazionale Spazio Giovani 2003 e ad altri concorsi in Puglia fanno conoscere i tre ragazzi che si concentrano sull'obiettivo di produrre il loro primo album in studio, tuttavia gli sforzi sono vani e si devono accontentare di continuare con esibizioni live, aprendo i concerti per artisti come Bassi Maestro, Amir & Mr. Phil e Colle Der Fomento.
Assieme al gruppo Original T'Roonz ed ai produttori DJ Dfonq, DJ Dust e K-9 fondano il collettivo Foggia Street, e nella seconda parte del 2004 il gruppo inizia a collaborare con artisti del Nord Italia grazie alla potente via di comunicazione di internet. In questa fase il trio trova intesa con il produttore svizzero italiano Dj S.I.D. e i suoi collaboratori Havana Clab: nel marzo del 2005, dopo un viaggio a Parigi, i tre si recano per una settimana all'Havana Studio di Lugano per registrare quello che poi diventerà No Problem.
Mentre il disco va formandosi, Mec Namara, Lustro Gigi e Nasty pubblicano su internet assieme alla collaborazione della Foggia Street, numerosi mixtape dal titolo Stacanovisti con cui si fanno ulteriormente conoscere ed apprezzare da altri artisti quali ElDoMino, James Cella, Set & Mano, ecc. No problem viene pubblicato il 20 dicembre 2005 con distribuzione Vibrarecords.
Seguono numerosi live, soprattutto nella stagione estiva. Nel settembre 2006 partecipano al Music Village a Simeri. Poco dopo Mec Namara e Totò Nasty si trasferiscono a Roma per ragioni di studio. Ad ottobre 2006 Mec Namara assieme ad ElDoMino, rapper di Ascoli Piceno, realizza un disco dal titolo Propaganda che è possibile acquistare anche su iTunes. Qualche tempo viene pubblicato anche il primo lavoro ufficiale degli Original T'roonz, Diversi Dalla Massa, che contiene collaborazioni anche con i Mic Killarz. Dopo l'uscita di No Problem, il trio si è subito occupato della realizzazione del secondo album No Sense che vede la luce nel giugno 2007, con la produzione dell'etichetta veronese The Saifam Group, distribuito dalla milanese Self. Dal disco sono stati tratti anche due singoli e corrispettivi videoclip: "Colpa sua" e "Spring Beer".

## Discografia

### Album in studio
- 2005 – No Problem
- 2007 – No Sense

### Mixtape
- 2004 – Stacanovisti Vol.1 – Il mixtape
- 2005 – Stacanovisti Vol.2 – Il mixtape
- 2006 – Stacanovisti Vol.3 – Il mixtape

### Collaborazioni
- 2004 – Microphones Killarz – "Non ci conosci" (da Suonoibrido Vol.1)
- 2005 – Microphones Killarz – "Summer Jam" (da Suonoibrido Vol.2)
- 2005 – Set e Mano con James Cella feat. Microphones Killarz – "Business" (prodotta da James Cella – da RapperMania)
- 2007 – Jimmy feat. Jesto, Rancore, Suarez, Microphones Killarz – "RM Confidential" (prodotta da DJ Tetris – da Memorie Dal Sottosuolo)